# Deltaspis ivae
Deltaspis ivae är en skalbaggsart som beskrevs av Beierl och Barchet 2000. Deltaspis ivae ingår i släktet Deltaspis och familjen långhorningar. Inga underarter finns listade i Catalogue of Life.